# Gilby (Dakota del Norte)
Gilby es una ciudad ubicada en el condado de Grand Forks en el estado estadounidense de Dakota del Norte. En el censo de 2010 tenía una población de 237 habitantes y una densidad poblacional de 532,01 personas por km².

## Geografía
Gilby se encuentra ubicada en las coordenadas 48°5′1″N 97°28′4″O / 48.08361, -97.46778. Según la Oficina del Censo de los Estados Unidos, Gilby tiene una superficie total de 0.45 km², de la cual 0.45 km² corresponden a tierra firme y (0%) 0 km² es agua.

## Demografía
Según el censo de 2010, había 237 personas residiendo en Gilby. La densidad de población era de 532,01 hab./km². De los 237 habitantes, Gilby estaba compuesto por el 94.51% blancos, el 0% eran afroamericanos, el 0% eran amerindios, el 0% eran asiáticos, el 0% eran isleños del Pacífico, el 1.69% eran de otras razas y el 3.8% pertenecían a dos o más razas. Del total de la población el 7.59% eran hispanos o latinos de cualquier raza.